# خافيير جالو
خافيير جالو (بالإسبانية: Javier Gallo)‏ مواليد 6 أغسطس 1983 في تيخوانا، هو ملاكم محترف مكسيكي يصنف ضمن فئة وزن الذبابة.

## إحصائيات
خاض خلال مسيرته 35 نزالا، فاز في 21 وتعادل في 1 وخسر في 12. فاز بالضربة القاضية في 10 نزالات.

## روابط خارجية
- خافيير جالو على موقع بوكس ريك (الإنجليزية) (registration required)